# Cheval Savoir
Cheval Savoir est une revue équestre en ligne disponible uniquement sur Internet, comportant surtout des articles dédiés à la connaissance des chevaux. Fondée en juin 2009, elle cesse son activité en septembre 2017.
Lætitia Bataille en est la rédactrice en chef, la revue compte également parmi ses collaborateurs réguliers des écuyers du Cadre noir de Saumur comme Christian Carde et Patrice Franchet d'Espèrey.

## Ligne éditoriale
La ligne éditoriale s'oriente sur la connaissance globale des chevaux, la technicité artistique des disciplines équestres, la communication, la biomécanique, et surtout la protection et le bien-être du cheval. D'après le site officiel, Cheval Savoir « est conçu pour apporter des articles rédigés par les meilleurs spécialistes français et étrangers ». La revue vise un public « haut de gamme ».

## Collaborateurs
Les rédacteurs sont principalement des vétérinaires, universitaires et enseignants diplômés.
- Dr. Vét. Ernst-Peter Andresen
- Pierre Beaupère, Professeur de dressage
- Émile Brager
- Dr.Vét. Francis Desbrosse
- Christian Carde, ancien Écuyer en Chef du Cadre noir
- Isa Danne, cavalière professionnelle de dressage
- Patrick Daneels
- Vinciane Despret, de l’Université de Louvain
- Serge Farissier
- Dr. vétérinaire Filipe Figueiredo
- Patrice Franchet d'Espèrey, Écuyer du Cadre Noir
- Catherine Henriquet, cavalière olympique de dressage
- Dr vétérinaire Thierry Fuss
- Dr Jacques Laurent
- Dr Virginie Népoux, biologiste.
- M° Sandra Noyelle
- Maria-Pia Lobo de Vasconcellos
- Yves Katz, enseignant d’équitation BEES 2
- Claire Kazumi-Cartan, de l’Université de Tokyo
- Pr. Hon. Franck Odberg, de l’Université de Gant
- Patrick Rebulard, meneur international
- Yves Riou
- Dr Vétérinaire Jean Servantie
- Dr vétérinaire Robert Stodulka
- Luc Tavernier
- Max Thirouin, cavalier international de saut d'obstacles
- Marie Thomsen
- Amélie Tsaag Valren
- Nelly Valère

## Anciens collaborateurs
- Alain-Michel Bea
- Laurence Grard-Guénard